# Milan Kašuba
Milan Kašuba (* 30. dubna 1940 v Brně) je český jazzový kytarista, skladatel a hudební pedagog, původním povoláním zlatník. Pravidelně nahrává v brněnském rozhlase, od roku 1996 působí i jako hudební pedagog. Jedná se o dvojnásobného vítěze Kroměřížského jazzového festivalu.
Pedagogická činnost
- JAMU Brno
- ZUŠ Modřice

Pedagog na LHK 2010 Hudební školy Bandista Brno společně s pedagogy a absolventy:
- Sibelius Academy (FIN - Helsinki)
- Berklee College of Music (USA - Boston)
- Salisbury East High School (AUS)
- Rutgers University (USA - New Jersey)

Video "Letní hudební kurzy Bandista 2010"[nedostupný zdroj]

## Skupiny a hudební formace
- Kvartet Ladislava Slezáka
- Kombo
- Brněnské kytarové duo
- Ornis
- Orchestr Gustava Broma

## Diskografie
- 1999 Přátelé (s Petrem Kořínkem)
- 2000 Moje Smutné Srdce (s Jaromírem Nohavicou)